# ティディケルト語
ティディケルト語は、ベルベル語の一種で、北部ベルベル諸語のゼナタ諸語に属す言語である。アルジェリアでティディケルトを中心にアドラール県からタマンラセット県に話者が分布する。

## 参照
1. ↑   Tidikelt at Ethnologue (17th ed., 2013)